# Convergencia (meteorología)

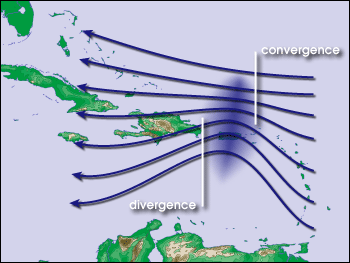
Zonas de convergencia y divergencia en la formación de lo que se denomina en Meteorología, una Vaguada.

En meteorología, la convergencia es el encuentro de dos flujos de aire horizontales.
La convergencia de dos corrientes de aire limita su movimiento y da lugar a una ascendencia dinámica. Si las dos masas de aire tienen igual temperatura, la discontinuidad se llama línea de convergencia, lo que ocurre con el encuentro de los alisios austral y boreal (zona de convergencia intertropical). A una convergencia inferior le corresponde una divergencia superior y viceversa.